# 足近村
足近村（あぢかむら）はかつて岐阜県羽島郡に存在した村である。
現在の羽島市北部、現在の羽島市足近町、及び足近町○○である。
村名は、この地域の輪中の名、足近輪中に由来する。
村内を東西に美濃路が通っており、かつては南宿には間の宿が設置されていた。

## 歴史
- かつてこの地域は尾張国葉栗郡であったが、1586年（天正14年）の大洪水により木曽川の流れが大きく変わり、この地域は美濃国に編入され、羽栗郡となる。
- 江戸時代後期、この地域は尾張藩領であった。
- 1875年（明治7年） - 馬飼新田[1]の一部が南之川村に編入される。
- 1897年（明治30年）4月1日[2] - 羽栗郡と中島郡が合併して羽島郡となる。
- 1897年（明治30年）4月1日 - 南宿村、市場村、北宿村、直道村、坂井村、小荒井村、南之川村が合併し、足近村が発足。
- 1954年（昭和29年）4月1日 - 正木村、小熊村、竹ヶ鼻町、上中島村、下中島村、江吉良村、堀津村、福寿村、桑原村と合併し羽島市が発足。同日足近村廃止。

## 交通機関
- 名古屋鉄道竹鼻線
  - 南宿駅

## 学校
- 足近村立足近小学校 （現・羽島市立足近小学校）
- 美濃路中学校 （現・羽島市立羽島中学校）

## 神社など
- 阿遅加神社